# Shrek 2: The Motion Picture Soundtrack
Shrek 2: The Motion Picture Soundtrack è la raccolta delle canzoni contenute nel film del 2004 Shrek 2. La colonna sonora ha raggiunto la decima posizione della Billboard 200 ed è entrata nella classifica degli album più venduti anche in Australia.

## Tracce
1. Counting Crows – Accidentally in Love – 3:08
2. Frou Frou – Holding Out for a Hero – 3:22
3. Butterfly Boucher e David Bowie – Changes – 3:22
4. Dashboard Confessional – As Lovers Go – 3:29
5. Lipps Inc. – Funkytown – 3:59
6. Rick Price – I'm on My Way – 3:21
7. Eels – I Need Some Sleep – 2:28
8. Pete Yorn – Ever Fallen in Love – 2:32
9. Tom Waits – Little Drop of Poison – 3:11
10. Joseph Arthur – You're So True – 3:55
11. Nick Cave and the Bad Seeds – People Ain't No Good – 5:39
12. Céline Dion – Trust in Me – 4:23
13. Jennifer Saunders – Fairy Godmother Song – 1:52
14. Antonio Banderas e Eddie Murphy – Livin' la vida loca – 3:24
15. Jennifer Saunders – Holding Out for a Hero – 4:01
16. Hans Zimmer e Lebo M – This Land – 2:15

## Classifiche
| Classifica (2004)         | Posizione maggiore |
| ------------------------- | ------------------ |
| Australia                 | 1                  |
| Nuova Zelanda             | 1                  |
| Stati Uniti               | 8                  |
| Stati Uniti (soundtracks) | 1                  |